# Anatkina joculator
Anatkina joculator är en insektsart som beskrevs av Young 1986. Anatkina joculator ingår i släktet Anatkina och familjen dvärgstritar. Inga underarter finns listade i Catalogue of Life.